# Компютърна презентация
Компютърната презентация е средство за лесно и удобно представяне на информация пред аудитория. Възможността ѝ да съчетава контрастиращ текст с мултимедийни средства, като изображения, звуци, видеа и други, я правят интересна и разбираема за слушателите. Използването на компютърни презентации спомага изключително много за прихващане и задържане на вниманието на публиката, тъй като така се ангажира не само слухът им, а и техният поглед.

## Видове
Има два вида компютърни презентации – такива, които са базирани на класическите слайдове и такива, които са базирани на съвременните мрежови технологии.

### Базирани на слайдове
Тези презентации представляват поредица от свързани страници (слайдове), които се съхраняват в общ файл. Слайдовете нямат ограничен брой, всеки потребител си преценява колко слайда са му необходими. В процеса на работа те могат да се намалят, да се изтриват стари, да се добавят нови, а също така и да си сменят местата. Един от най-известните софтуерни приложения за създаване на тези презентации е PowerPoint.
Слайдовете не са просто обикновени страници с текст, те са нещо доста по-заинтригуващо. Съчетаването на различни обекти, придружено с подходящи цветове и ефекти в тях привлича вниманието на публиката. В тях може да се добавят следните обекти:
- Изображения
- Диаграми
- Таблици
- Звуци
- Видеа
- Анимации
- Заглавия и подзаглавия
- Номера
- Други

Обектите могат да имат различна големина и форма, да се направят триизмерни, да се появяват и изчезват по различно време, да бъдат съпровождани от звукови ефекти и т.н. Обектите могат да служат и като връзка с друг слайд или да стартират определена програма, когато се натиснат или курсорът на мишката застане върху тях. Големият набор от инструменти за създаване на ефекти и лесното им използване се предпочитат от много хора за създаване на тяхната презентация.

## Процес на изработка
1. Запознаване със заданието
2. Планиране на презентацията
3. Събиране на материали
4. Определяне на главните точки
5. Определяне на последователността на слайдовете/платната
6. Изработване на презентацията

## Софтуер за изработване

### PowerPoint
PowerPoint е софтуер с търговска цел, разработен от Microsoft. Официалното му излизане на пазара е на 22 май 1990 г. като част от пакета Microsoft Office и работи както на Microsoft Windows, така и на операционната система macOS.
PowerPoint презентацията се състои от комбинация на индивидуални страници или „слайдове“. Слайдовете могат да съдържат текст, картинки, звуци или други обекти, които могат да бъдат подреждани по преценка на презентиращия. Презентацията може да бъде напечатана, показвана в реално време на компютърен монитор или прожектирана.
PowerPoint предлага много действия и функции, с чиято помощ лесно се създават професионални презентации. Една от функциите предлага възможността за включване на музика в презентацията, която да продължи до нейния край. Презентацията може да бъде и създадена като филм, т.е. разказът на презентиращия да бъде записан и пуснат върху слайдовете, които се сменят сами. Microsoft дава възможността презентацията да бъде показвана директно в интернет чрез „Windows Live“.

### Impress
Impress е презентационна рамка с отворен код, част от пакетите OpenOffice.org и LibreOffice, базирана на CSS3, JavaScript и jQuery, която създава нови начини за трансформации и навигиране между слайдовете на презентацията. Рамката се поддържа от всички модерни мрежови четци и като всеки друг софтуер с отворен код, може да бъде намерена в интернет и променяна по преценка на потребителя.

### Prezi
Prezi е продукт на щатската софтуерна компания Prezi и представлява облачно базиран (Software-as-a-Service) презентационен софтуер. Prezi използва т.нар. ZUI (Zooming User Interface), който позволява на потребителя да мащабира обектите в презентацията, както и да навигира през информация, представена в триизмерна среда. Prezi е официално създадена през 2009 от Adam Somlai-Fischer, Peter Halacsy и Peter Arvai. Думата „Prezi“ означава „презентация“ на унгарски.
Редакторите на Prezi използват ZUI (Zooming user interface), които позволява на потребителя да мащабира или да редактира информацията в една презентация. Потребителят поставя обекта на „платно“ и навигира между текст, картинки или друг вид информация. Обектите могат да бъдат групирани и „пътища“ могат да бъдат създавани между тях. „Пътищата“ представляват навигационни последователности, които свързват обектите на презентацията.
Prezi е разработен на Adobe Flash и Adobe AIR, което означава, че е съвместим с повечето модерни мрежови четци и операционни системи. Въпреки това компютърът трябва да има инсталирана приставката Adobe Flash.

### Keynote
Keynote е презентационно приложение, разработено като част от пакета iWork на Apple Inc. Последната версия (5.1.1) бе представена през 2011 г. и добавя нови теми, анимации и възможност да слайдовете да се контролират чрез iPhone или iPad посредством Keynote Remote.
Keynote поддържа триизмерни и анимирани преходи с OpenGL между слайдовете. Съдържа също много теми, които позволяват на потребителя да следва най-добрите практики при създаването на презентация.

## Инструменти за прожектиране

### Мултимедиен прожектор
За най-ефективно презентиране е препоръчително използването на прожектор. Това е устройство, което получава видео сигнал и прожектира съответното изображение на екран посредством обектив, използвайки много ярка светлина, а по-новите могат и да коригират криви, размазване и други несъответствия.
Обикновено разделителните способности на модерните прожектори (от 2012 г.) са SVGA (800x600 пиксела), XGA (1024x768 пиксела), 720p (1280x720 пиксела) и 1080p (1920x1080 пиксела).
Цената на подобно устройство се определя не само от разделителната способност, но също и от капацитета на излъчване на светлина. Прожектор с по-високо излъчване на светлина (измерва се в лумени) изисква по-голям прожекционен екран.

## Добри практики и съвети
Следвайте определени технически изисквания при създаването на презентацията и слайдовете:
- Текстът трябва да бъде четлив (най-малко 24pt), с шрифт без извивки и цвят, който изпъква на фона на слайда. Разстоянието между редовете е препоръчително да бъде поне 1,5.

- Изберете подходящо съчетание на линиите, формите и текстурите (избягвайте съчетаване на жълто-зелено, оранжево-червено, синьо-зелено). Старайте се да създадете усещане за цялостност. Винаги избирайте подходящо форматиране и разположение на картинки, снимки и графики.
- Слайдовете трябва да имат единен стил на оформление и е препоръчително всеки от тях да има заглавие. На един слайд трябва да се представя една идея от презентацията, като се старайте да използвате само прости изречения в слайда.

При създаването и подготовката на презентацията имайте предвид следното:
- Каква е целевата група на вашата презентация (дали са специалисти в областта, или не). От какво е предизвикан интересът им към тази презентация. Какво е тяхното цялостно отношение към темата и дали могат да се справят със съдържанието.
- Какво е минималното, което трябва да постигнете чрез презентацията си? Винаги мислете за това, какво слушателите ви биха искали да научат. Настройте езика и стила си към тях.

Презентацията ви трябва да има следната структура:
- Увод (10 – 15% от времето) – тук приветстваме слушателите и се представяме. Обявяваме целта на нашата презентация, колко дълга ще бъде и какъв ще е форматът ѝ. Уведомяваме слушателите, че могат да задават въпроси. Истинската цел на увода обаче е да създаде интерес и да привлече внимание.
- Изложение (около 75% от времето) – представяме факти и документация. Предлагаме примери за по-добро разбиране от страна на слушателите и аргументи, за да бъде убедително.
- Заключение (около 10 – 15% от времето) – резюмираме най-важните моменти в 4 – 5 изречения. Разкажете нещо кратко, което не се забравя лесно.

Някои съвети:
- Не четете от слайдовете (може да използвате малки картончета с бележки)
- Не навлизайте в прекалено много детайли.
- Опитайте се да се движите и да гледате към слушателите си. Говорете ясно, бавно и естествено. Влезте в разговор с аудиторията.[3]